# 第48回ニューヨーク映画批評家協会賞
『第48回ニューヨーク映画批評家協会賞』は、1982年の優秀な映画に贈られた賞である。1982年12月20日に発表され、1983年1月30日に贈られた。

## 受賞
- 作品賞：
  - ガンジー

- 主演男優賞：
  - ベン・キングズレー - ガンジー

- 主演女優賞：
  - メリル・ストリープ - ソフィーの選択

- 助演男優賞
  - ジョン・リスゴー - ガープの世界

- 助演女優賞
  - ジェシカ・ラング - トッツィー

- 監督賞：
  - シドニー・ポラック - トッツィー

- 脚本賞：
  - ラリー・ゲルバート、マレー・シスガル - トッツィー

- 撮影賞
  - ネストール・アルメンドロス - ソフィーの選択

- 外国語映画賞：
  - Time Stands Still  ハンガリー